# Кемба Вокер
Кемба Вокер (англ. Kemba Walker; нар. 8 травня 1990, Бронкс) — американський професійний баскетболіст, розігруючий захисник команди НБА «Даллас Маверікс».

## Кар'єра

### Середня школа
Почав грати у баскетбол у команді старшої школи Rice (Гарлем, штат Нью-Йорк). У своєму молодшому році Вокер зіграв проти академії кар'єри Симеона та Дерріка Роуза в Медісон-Сквер-Гардені, гра закінчилася перемогою команди Вокера - 53-51. Під час старшого курсу Вокер в середньому мав 18,2 бали та 5,3 передачі в кожній грі, заробляючи собі місце в престижній Всеамериканській команді "Макдональдса". Кемба виступав за баскетбольну програму нью-йоркського Gauchos AAU з колегами із «Big East Conference» (Теодором Джорданом, Даррілом Брайантом, Девіном Хіллом і Денні Дженнінгсом). Команда прийшла на фініш першою в нації.
Вокер був включений до списку топ-5 захисників та став 14-тим гравцем в країні в 2008 році.

### Університет
У свій перший рік виступів за «Юкон Хаскіс» Вокер зіграв у всіх матчах і допоміг команді посісти перше місце посіву на турнірі NCAA 2009 року. Незважаючи на те, що у стартовій п'ятірці Кембе виходив всього в двох матчах, його середній час на майданчику було 25,5 хвилини. У сезоні 2008-2009 років «Юкон» вийшли в «Фінал чотирьох», але поступилися в півфіналі університетом Мічигану Спартанцям.
У сезоні 2009-2010 років «Юкон» не потрапили в «Фінал чотирьох», Вокер набирав 14,6 очка і робив 5,1 передачі в середньому за матч по ходу сезону.
У своєму останньому сезоні за «Хаскіс» Вокер став провідним гравцем команди з середньою результативністю 23,5 очка в середньому за гру по ходу сезону. «Юкон» вийшли в «Фінал чотирьох», де обіграли університет Кентукі, а потім у фіналі здолали «Батлерскіх Бульдогів» ставши чемпіонами NCAA.
14 березня 2011 року Асоціація американських журналістів вибрала Вокера в символічну п'ятірку кращих баскетболістів-студентів США. Також Кембе став володарем призу імені Боба Коузі, який вручається кращому студенту-розігруючий захисник за підсумками сезону. Ще однією важливою нагородою виграної Вокером стало звання найціннішого гравця турніру NCAA.
Університет Коннектикуту навічно закріпив 15-й номер за Кембе Вокером.
Після закінчення сезону Вокер заявив, що виставить свою кандидатуру на драфт НБА 2011 року.

### НБА
2011 року був обраний у першому раунді драфту НБА під загальним 9-м номером командою «Шарлотт Бобкетс».
Професіональну кар'єру розпочав 2011 року виступами за тих же «Шарлотт Бобкетс», відтоді й досі захищає кольори команди із Шарлотта (з 2014 року відомою під назвою «Горнетс»).
У 2017 і 2018 роках обирався до збірної всіх зірок НБА.
2019 року підписав контракт з «Бостон Селтікс».

## Статистика виступів в НБА

### Регулярний сезон
| Сезон              | Команда            | GP  | GS  | MPG  | FG%  | 3P%  | FT%  | RPG | APG  | SPG | BPG | PPG  |
| ------------------ | ------------------ | --- | --- | ---- | ---- | ---- | ---- | --- | ---- | --- | --- | ---- |
| 2011–12            | «Шарлотт Бобкетс»  | 66  | 25  | 27.2 | .366 | .305 | .789 | 3.5 | 4.4  | .9  | .3  | 12.1 |
| 2012–13            | «Шарлотт Бобкетс»  | 82  | 82  | 34.9 | .423 | .322 | .798 | 3.5 | 5.7  | 2.0 | .4  | 17.7 |
| 2013–14            | «Шарлотт Бобкетс»  | 73  | 73  | 35.8 | .393 | .333 | .837 | 4.2 | 6.1  | 1.2 | .4  | 17.7 |
| 2014–15            | «Шарлотт Горнетс»  | 62  | 58  | 34.2 | .385 | .304 | .827 | 3.5 | 5.1  | 1.4 | .5  | 17.3 |
| 2015–16            | «Шарлотт Горнетс»  | 81  | 81  | 35.6 | .427 | .371 | .847 | 4.4 | 5.2  | 1.6 | .5  | 20.9 |
| 2016–17            | «Шарлотт Горнетс»  | 79  | 79  | 34.7 | .443 | .399 | .847 | 3.9 | 5.5  | 1.1 | .3  | 23.2 |
| 2017–18            | «Шарлотт Горнетс»  | 80  | 80  | 34.2 | .431 | .384 | .864 | 3.1 | 5.6  | 1.1 | .3  | 22.1 |
| 2018–19            | «Шарлотт Горнетс»  | 82  | 82  | 34.9 | .434 | .356 | .844 | 4.4 | 5.9  | 1.2 | .4  | 25.6 |
| Усього за кар'єру  | Усього за кар'єру  | 605 | 560 | 34.1 | .418 | .357 | .835 | 3.8 | 5.5  | 1.3 | .3  | 19.8 |
| В іграх всіх зірок | В іграх всіх зірок | 3   | 1   | 18.3 | .417 | .143 | –    | 2.0 | 5.90 | .7  | .0  | 7.3  |

### Плей-оф
| Сезон             | Команда           | GP | GS | MPG  | FG%  | 3P%  | FT%  | RPG | APG | SPG | BPG | PPG  |
| ----------------- | ----------------- | -- | -- | ---- | ---- | ---- | ---- | --- | --- | --- | --- | ---- |
| 2014              | «Шарлотт Бобкетс» | 4  | 4  | 38.3 | .473 | .500 | .778 | 3.8 | 6.0 | 2.0 | .8  | 19.5 |
| 2016              | «Шарлотт Горнетс» | 7  | 7  | 37.1 | .366 | .326 | .943 | 3.0 | 4.0 | 1.3 | .6  | 22.7 |
| Усього за кар'єру | Усього за кар'єру | 11 | 11 | 37.5 | .394 | .388 | .887 | 3.3 | 4.7 | 1.5 | .6  | 21.5 |